# Котонвуд Фолс (Канзас)
Котонвуд Фолс (енгл. Cottonwood Falls) град је у америчкој савезној држави Канзас.

## Демографија
По попису из 2010. године број становника је 903, што је 63 (-6,5%) становника мање него 2000. године.
| Група             | 2000.       | 2010.       |
| Белци             | 905 (93,7%) | 801 (88,7%) |
| Афроамериканци    | 23 (2,4%)   | 31 (3,4%)   |
| Азијати           | 2 (0,2%)    | 2 (0,2%)    |
| Хиспаноамериканци | 23 (2,4%)   | 63 (7,0%)   |
| Укупно            | 966         | 903         |